# Everson (Washington)
Pour les articles homonymes, voir Everson.
Everson est une ville du comté de Whatcom dans l’État de Washington, aux États-Unis. Le site actuel du village abritait à l'origine une colonie de la nation Lummi. 